# Uws-nur
Uws-nur (mong. Увс нуур, Uws nuur; ros. Убсу-Нур, Ubsu-Nuur) – słone, bezodpływowe jezioro w północno-zachodniej Mongolii i południowo-wschodniej Rosji (niewielki, północny skrawek jeziora leży na terenie rosyjskiej Republiki Tuwy). Poprzez północną część jeziora przebiega granica rosyjsko-mongolska. 
Uws-nur jest największym jeziorem Mongolii. Leży na wysokości 753 m n.p.m. w Kotlinie Uwskiej, która stanowi północną część Kotliny Wielkich Jezior. Zajmuje powierzchnię 3350 km², jego długość wynosi 84 km, szerokość 79 km, głębokość maksymalna 20 m. Jest pozostałością dawnego zbiornika o powierzchni 16 tys. km². Brzegi jeziora są niskie i zabagnione. Do Uws-nuru uchodzą rzeki Tesijn gol oraz Narijn gol. Okolice jeziora należą do najzimniejszych w Mongolii.
Jezioro leży na terenie rosyjskiego Rezerwatu Biosfery „Kotlina Uwska” i mongolskiego Rezerwatu Biosfery „Kotlina Uwska”, które znajdują się na Liscie Światowego Dziedzictwa UNESCO.